# Cecilia Chailly
Cecilia Chailly (Milano, 2 febbraio 1960) è un'arpista, compositrice e cantante italiana.

## Biografia
Figlia del compositore Luciano Chailly e sorella minore del direttore d'orchestra Riccardo Chailly, studia composizione con Azio Corghi e arpa al Conservatorio di Milano. A diciannove anni collabora con l'orchestra della Scala di Milano come prima arpa e con il Piccolo Teatro di Giorgio Strehler; successivamente intraprende un'intensa attività concertistica che la porterà a esibirsi anche alla Queen Elizabeth Hall di Londra.
Durante la sua carriera ha collaborato con artisti come John Cage, David Parsons, Mina, Andrea Bocelli, Fabrizio De André, Teresa De Sio, Giorgio Conte, Lucio Dalla, Ron, Morgan, Planet Funk, Gianni Morandi, Le Vibrazioni, Alex Britti, Hector Zazou, Stefano Secco.
Pioniera italiana dell'arpa elettrica, realizza con Ludovico Einaudi l'album Stanze, 16 brani composti per lei e pubblicati da BMG Ricordi nel 1992, alcuni dei quali entreranno a far parte della colonna sonora del film Fuori dal mondo di Giuseppe Piccioni (1999).
Nel 1997 si aggiudica il Premio De Sica con l'album Anima (Warner 1996), il suo debutto come compositrice, registrato in California e contenente al suo interno importanti collaborazioni (David Darling, Andrea de Carlo, Mike Marshall). Lo stesso album verrà trasmesso all'entrata dei concerti di Fabrizio De André nel tour Anime salve.
Nel 1998 pubblica il romanzo Era dell'amore (Bompiani, poi tradotto nel 2001 in Germania dalla Lizt) con il quale vince i premi Pisa e Calabria opera prima 1998, Rapallo e Procida Elsa Morante Opera prima 1999.
Nel 1999 viene invitata a suonare a Milano per il Dalai Lama e nel 2003 si esibisce davanti a Papa Giovanni Paolo II in occasione della XVIII Giornata Mondiale della Gioventù.
Successivamente, alcuni suoi brani diventano la colonna sonora del film Non ho sonno (2000) di Dario Argento e Mai più come prima di Giacomo Campiotti, e di svariati spettacoli teatrali fra i quali Felicità di una stella, di Dario Moretti.
Il 12 marzo 2000 partecipa al concerto Faber, amico fragile in memoria di Fabrizio De André, svoltosi al Teatro Carlo Felice di Genova, interpretando Inverno (dall'album Tutti morimmo a stento), che segnerà il suo debutto nel ruolo di cantante.

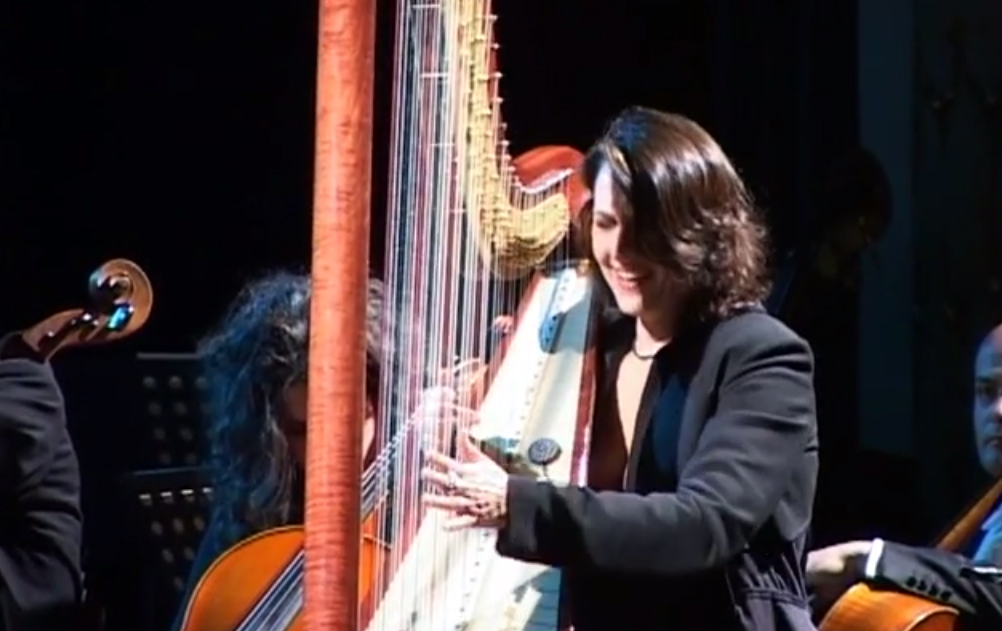
Cecilia Chailly con l'Orchestra del Teatro Cilea di Reggio Calabria - Aprile 2009

Nell'ottobre del 2001 esce l'album AMA (Sony Columbia) del quale è produttrice, autrice della musica, dei testi, degli arrangiamenti e delle orchestrazioni
Nel 2006 affianca Ron al Festival di Sanremo nel brano L'uomo delle stelle. Nel 2007 esce il cd Alone, edito da Emi, suonato e registrato da sola, in casa, con vari strumenti acustici, eccetto il brano Living Room con la partecipazione di Ludovico Einaudi al pianoforte.
Nel 2009 esce Istanti (Egea), un album crossover che raccoglie influenze operistiche, melodie mediterranee, accenti blues. Nello stesso anno calca le scene del Teatro di Reggio Calabria con quattro sue composizioni per arpa e orchestra. 
Nel 2010 vince il premio internazionale Profilo Donna, nel 2012 Il Premio Internazionale Rotary Donna e il Premio Harpo Marx.
Su invito del direttore Claude Nobs, si esibisce al Montreux Jazz Festival 2013, risultando essere l'unica artista italiana chiamata a parteciparvi.
Fa parte della giuria di qualità del Festival di Sanremo 2013; nell'ottobre dello stesso anno esce il suo album, Le mie corde (Sony Classical), nel quale interpreta i suoi brani migliori all'arpa acustica, eccetto il brano Varianti sulla scala enigmatica, composto dal padre Luciano Chailly nel 1995 e dedicato a lei.
Nel 2014 è stato ristampato da Decca e distribuito in tutto il mondo il cd “Stanze”, frutto di una stretta collaborazione con il compositore Ludovico Einaudi.

## Premi
- 1997 - Premio Vittorio De Sica per l'album Anima;
- 1999 - Premio Rapallo Opera Prima;
- 1999 - Premio Procida-Isola di Arturo-Elsa Morante Opera Prima per il romanzo Era dell'Amore[8];
- 1999 - Premio Reggio Calabria Opera Prima per il romanzo Era dell'Amore;
- 2010 - Premio Internazionale Profilo Donna;
- 2012 - Premio Internazionale Rotary Donna;
- 2013 - Premio Harpo Marx;
- 2014 - Premio Madesimo[9].
- 2016 - Premio Lira Battistiana

## Romanzi
- 1997 - Era dell'Amore (Bompiani)

## Discografia

### Album in studio
- 1997 - Anima (CGD East-West)
- 1992 - Stanze (BMG), su musiche originali di Ludovico Einaudi
- 2002 - Ama (Sony Music)
- 2006 - Alone (EMI Classics)
- 2009 - Istanti (Egea) con la partecipazione del tenore Stefano Secco e Alex Britti
- 2013 - Le mie corde (Sony Classical)
- 2014 - Stanze (Decca), pubblicazione worldwikde dell'edizione del 1992

### Collaborazioni
- Ornella Vanoni (Duemilatrecentouno parole - CGD - 1981);
- John Cage (Postcard From Heaven - Ater);
- Mina (Ridi pagliaccio - PDU - 1988);
- Ludovico Einaudi (Stanze - 1992);
- Fabrizio De André (Anime salve - BMG Ricordi - 1996);
- Andrea Bocelli (Sogno - Sugar Music - 1999);
- Teresa De Sio;
- Giorgio Conte;
- Lucio Dalla;
- Gianni Morandi;
- Lucio Fabbri;
- Cristiano De André;
- Enzo De Caro;
- Giorgio Faletti;
- Planet Funk (The Illogical Consequence - EMI Music  - 2005);
- Ron (Ma quando dici amore - Sony BMG - 2006);
- Morgan (Da A ad A - BMG Ricordi  - 2007);
- Alex Britti (23 - Universal - 2009);
- Le Vibrazioni (Le strade del tempo  - RCA - 2010);
- Eva Quartet & Hector Zazou (Elen Music - 2011), special guest assieme a Laurie Anderson, Bulgara Group, Antoni Donchev, Robert Fripp, Bill Frisell, Ryūichi Sakamoto e altri;

## Colonne sonore
- Non ho sonno di Dario Argento.
- Mai + come prima di Giacomo Campiotti.
- Fuori dal mondo di Giuseppe Piccioni.

## Spettacoli
- La Tempesta, di W. Shakespeare Piccolo Teatro (Milano), regia Giorgio Strehler (1978-79)
- Felicità di una stella spettacolo per bambini, di Dario Moretti (Teatro all'Improvviso);
- Saffo dai Frammenti di Saffo, lettura e musica.